# Housséville
 Housséville  es una población y comuna francesa, en la región de Gran Este, departamento de Meurthe y Mosela, en el distrito de Nancy y cantón de Haroué.

## Demografía
| 204 | 186 | 166 | 161 | 146 | 156 |
| Para los censos de 1962 a 1999 la población legal corresponde a la población sin duplicidades (Fuente: INSEE [Consultar]) |     |     |     |     |     |